# Атседе Хабтаму
Атседе Хабтаму — эфиопская легкоатлетка, которая специализируется в марафоне. Серебряная призёрка чемпионата мира по полумарафону 2007 года в командном первенстве, а также заняла 5-е место в личном первенстве. На чемпионате мира по полумарафону 2008 года заняла 8-е место.
Выступления на международных соревнованиях начала в 2007 году. Финишировала на 2-м месте на полумарафоне в Дели 2007 года. Заняла 3-е место на Рас-эль-Хаймском полумарафоне 2008 года, показав результат 1:12.27. В 2009 году дебютировала на марафонской дистанции, выступив на Дубайском марафоне. Бронзовая призёрка пробега World's Best 10K 2011 года.

## Достижения
- 2009:  Дубайский марафон — 2:25.17
- 2009:  Берлинский марафон — 2:24.47
- 2010:  Эйндховенский марафон — 2:25.35
- 2011:  Марафон Тэгу — 2:25.52
- 2012:  Токийский марафон — 2:25.28